# Raino Westerholm
Raino Olavi Westerholm, född 20 november 1919 i Kuusankoski, död 1 juni 2017 i Helsingfors, var en finländsk politiker. Han var partiordförande för Finlands kristliga förbund (nuvarande Kristdemokraterna) 1973–1982 och partiets kandidat under 1978 års och 1982 års presidentval.